# 西線 (デンマーク)
デンマーク国鉄西線（デンマーク語: Vestbanen）とはデンマーク王国の首都であるコペンハーゲンのコペンハーゲン中央駅からシェラン地域のリングステズのリングステズ駅を経て同コアセーのコアセー駅に至る全長111kmの路線である。コペンハーゲン - リングステズ間は渡り鳥コースの一部を形成する。

## 歴史
1847年6月26日にデンマーク最初の鉄道路線としてコペンハーゲン - ロスキレ間が開通したのが始まりである。1856年にはロスキレ - コアセー間が開通した。1883年以来コアセーからユトランド半島およびフュン島方面へは鉄道連絡船としてグレートベルトフェリーが就航していたが、1997年6月1日に大ベルト海峡を跨ぐグレートベルト・リンクが開通したことにより鉄道のみでの連絡が可能となった。